# 4 Wileńska Brygada Armii Krajowej „Narocz”
4 Wileńska Brygada Armii Krajowej „Narocz” – polski oddział partyzancki Okręgu Wilno Armii Krajowej.
Żołnierze oddziału brali udział w operacji „Ostra Brama”. W lipcu 1944 brygada liczyła ok. 600 partyzantów.
O świcie 18 lipca 1944, w drodze do Puszczy Rudnickiej, w okolicach Misiuczan, 1 Wileńska Brygada Armii Krajowej została rozbrojona przez zmotoryzowane oddziały Armii Czerwonej.

## Formowanie i zmiany organizacyjne
Na przełomie lutego i marca 1944, na podstawie rozkazu Komendy Okręgu „Wiano”, komendant inspektoratu BC mjr Mieczysław Potocki ps. „Węgielny” przystąpił do organizowania brygad partyzanckich na terenie inspektoratu. Brygady powstawały na bazie oddziałów partyzanckich (leśnych). Zalążek oddziału stanowiło kilku lub kilkunastu żołnierzy ruchu oporu, którzy w oznaczonym przez dowódcę oddziału dniu i godzinie zabierali z zakonspirowanej skrytki przygotowaną broń i wyruszali do lasu na zbiórkę. Taki oddział powiększał swój stan osobowy i zasoby uzbrojenia, a po osiągnięciu liczby 200-250 ludzi otrzymywał, na wniosek inspektora, nazwę i numer brygady.
W obwodach święciańskim i postawskim w kwietniu 1944 w ten sposób została utworzona 4 Wileńska Brygada Armii Krajowej „Narocz”. Dowódcą brygady został ppor. Longin Wojciechowski ps. „Ronin”, były zastępca dowódcy 5 Brygady.

## Działania brygady
20 czerwca nastąpiła koncentracja polskich oddziałów partyzanckich podległych dowódcy 2 Zgrupowania mjr. „Węgielnemu”. 4 Brygada „Ronina” stawiła się na nim.
21 czerwca dowódca Zgrupowania przeprowadził siłami wydzielonych plutonów 4 i 23 Brygady oraz oddziału leśnego „Żejmiana” akcję na pociąg towarowy na linii kolejowej Postawy-Podbrodzie.
Pociąg wiózł zarekwirowane bydło i konie w głąb Niemiec. Został wykolejony przez partyzantów w okolicach Łokocian. Po zatrzymaniu się wagonów nastąpił atak na całej długości pociągu. Akcja trwała kilka minut i zakończyła się całkowitym zwycięstwem polskich partyzantów. Straty nieprzyjaciela wynosiły: 2 zabitych, kilku rannych, 14 jeńców. Straty własne: zginął por. Marian Kisielewicz „Ostroga”, dowódca 23 Brygady pośmiertnie awansowany na stopień rotmistrza.
W dniach 25–27 czerwca brygada wzięła udział w rajdzie 2 Zgrupowania na tereny położone wzdłuż granicy polsko-litewskiej, rozpoczynając od jezior sużańskich w kierunku na Inturki. Rajd miał zademonstrować obecność sił polskich na tym terenie. Nie miał on na celu przeprowadzenia pacyfikacji czy odwetu.
Bezpośredni uczestnik rajdu, partyzant 4 Brygady Henryk Sipowicz-Bogowski ps.„Farys” tak wspomina:

2 Zgrupowanie, poruszając się trasą od jezior sużańskich do Inturek, penetrowało wsie litewskie, poszukując policjantów litewskich, szaulisów i agentów Saugumy. Stosunek mieszkańców wsi polskich do oddziałów AK był bardzo przychylny i życzliwy. Policjanci litewscy wycofywali się w panice przed partyzantami. Po wkroczeniu do wsi zwykle wołano sołtysa i pytano o mieszkańców wsi, obserwując go bacznie, gdy padało pytanie o Saugumę, litewskich policjantów czy szaulisów. Gdy było coś podejrzanego w odpowiedziach sołtysa, dokonywano przeglądu wszystkich chałup i pomieszczeń gospodarskich. Podczas wykonywania tego rajdu brygada rozstrzelała jednego agenta Saugumy i uciekającego właściciela zagrody, który przechowywał tego agenta. Spalono jedną stodołę prześladowcy Polaków, który uciekł przed polskimi oddziałami. Odnotować należy, że podczas trzydniowego rajdu oddziały polskie nie napotkały załóg niemieckich.

Działania brygady w czasie Akcji „Burza”
Akcję „Burza” na terenie Inspektoratu BC Okręgu Wilno Armii Krajowej rozpoczął 1 lipca 1944 dowódca Zgrupowania mjr Mieczysław Potocki ps. „Węgielny”. Brygady przemieściły się na odcinki szos Michaliszki−Świr–Postawy oraz Święciany–Podbrodzie.
2 lipca w czasie przejścia zgrupowania przez szosę Święciany – Podbrodzie zorganizowano zasadzkę na kolumnę samochodów niemieckich w okolicach Szakien. Do działania dowódca zgrupowania użył dwóch plutonów 23 Brygady i jednego 4 Brygady.
Była to kolumna wycofujących się żołnierzy niemieckich wraz z administracją Gebietskomisariatu Głębokie. Liczyła 15 samochodów plus dwa motocykle i około 80 uzbrojonych ludzi.
W walce jeden z plutonów 23 Brygady wiązał nieprzyjaciela czołowo, pluton „Bociana” oskrzydlił go z lewej strony, a pluton „Korsarza” z 4 Brygady zamknął go z prawej. Okrążona załoga niemiecka pozostawiła samochody i wycofała się po 20 minutowej walce. Straty nieprzyjaciela wyniosły 5 zabitych, 2 rannych i 10 jeńców, a polskie – 2 rannych, w tym dowódca plutonu „Korsarz”. Zdobyto między innymi 12 samochodów, 1 motocykl, 2 karabiny maszynowe i kilkanaście skrzynek amunicji.
Pod Gieladnią stałe ubezpieczenie „Zagończyka” stoczyło w okolicach toru kolejowego Podbrodzie – Postawy walkę z patrolem niemieckim. Jednego Niemca zabito, jednego wzięto do niewoli. Załoga niemiecka bunkra na stacji kolejowej Gieladnia oddała ogień z moździerza w kierunku maszerującej kolumny partyzanckiej. Ogień był niecelny, ale oddziały, składające się w dużej części z młodych żołnierzy nie przyzwyczajonych do ognia artyleryjskiego uległy panice. Osobiście interweniował dowódca zgrupowania. Po przejściu toru kolejowego w regionie Gieladni około 4.00 brygada osiągnęła rejon do działań.
W dniach od 3 do 5 lipca 4 Brygada uderzyła na załogę niemiecką w Gieladni, opanowała bunkier i rozbroiła wroga. Zorganizowała też dwa napady na kolumny samochodowe na szosie Święciany–Podbrodzie.
Jeszcze 26 czerwca mjr dypl. Teodor Cetys „Sław” i ppłk Zygmunt Blumski „Strychański” przedstawili do zatwierdzenia ppłk. „Wilkowi” plan akcji na Wilno. Rozkaz operacyjny nr 1 „Ostra Brama” zawierał ogólne wytyczne walki o miasto i wycinkowe rozkazy dla oddziałów partyzanckich. Planowano między innymi utworzenie Zgrupowania Bojowego nr 5 „Zachód” pod dowództwem rtm. Szendzielarza „Łupaszki”. Składać się ono miało z 4 i 5 Brygady.
Zgrupowanie Bojowe nr 5 rtm. „Łupaszki” nie wykonało rozkazu uderzenia na Wilno. Dowódca 4 Brygady „Ronin” wysłał do Suderwi swego łącznika, gdzie stacjonowała 5 Brygada. Zgrupowanie to miało uderzyć na Wilno na dzielnicę Zwierzyniec, który przez Niemców wcale nie był broniony. „Łupaszko” jednak nie poszedł na Wilno i „Roninowi” prosił przekazać za pośrednictwem łącznika H. Sipowicz-Bogowskiego „Farysa” następująca odpowiedź: 

„(...) nie będziemy wojować razem pod Wilnem. Proszę przekazać «Roninowi» bez ogródek, że nam spieszno gdzie indziej. Tutaj nas czeka grób, mogiła. (...) Współdziałanie z Sowietami nie wyjdzie nam na zdrowie. Ani nam, ani pozostałym brygadom. Zbyt dobrze znam bolszewików, aby ufać im. Zresztą mamy ze sobą na pieńku. Nie zapomnę wsi Radziusze. Kat z nimi!”

5 Brygada „Łupaszki” nie wzięła udziału w uderzeniu na Wilno i odeszła spod Suderwi na zachód. W tej sytuacji 4 Brygada „Ronina” wróciła do swego macierzystego Zgrupowania nr 2 mjr. „Węgielnego” i wzięła udział w walkach pod Mejszagołą.

## Struktura i obsada personalna
Dowództwo
- dowódca - kpt. Longin Wojciechowski ps. „Ronin”[b]
- adiutant - pchor. Dobiesław Smoliński „Dobek”
- lekarz - Jan Mańkowski "Medyk"
- siostry sanitariuszki - "Bronka", "Jachna", "Żaneta", "Halina"
- oficer gospodarczy - pchor. Wacław Słowiński "Wir"
- poczet dowódcy

Pododdziały
- oddział zwiadowczy - ppor. Aleksander Czarnowski "Ol"
- 1 kompania -

pchor. Jan Lisowski "Korsarz"
pchor. „Korab"
- 2 kompania - Feliks Selmanowicz "Zagończyk"
- 3 kompania -

"Janusz"
"Pika"
- 4 kompania - Bronisław Rynkiewicz "Rydz"
- 5 kompania - Jan Hajciuk "Podlasiak"
- drużyna pionierów
- drużyna łączności